# Иерро (остров)
Иерро (исп. El Hierro), раньше также Ферро (Ferro или Isla del Meridiano) — самый маленький из семи основных остров Канарского архипелага в Атлантическом океане, принадлежащий Испании. На острове также находятся самая западная и самая южная точки островов и всей Испании.
Относится к провинции Санта-Крус-де-Тенерифе. Население — 10 960 человек (2010). Административный центр — Вальверде.

Флаг Иерро

## География
Остров вулканического происхождения. В центре его расположено горное плато с наивысшей точкой Мальпасо (Malpaso) 1501 м. С плато к морю спускаются отвесные утесы. Исключение составляет небольшой залив Эль-Гольфо (El Golfo), к которому ведет покрытый лесом пологий спуск протяженностью 14 километров.

## История
До прихода испанцев остров населял народ, называемый бимбаче. Бимбаче были земледельцами и скотоводами, не знали морской торговли.
Испанцы под предводительством Жана де Бетанкура высадились на острове Иерро в 1405 году. Бетанкур обещал уважать свободу бимбаче, поэтому немногочисленное коренное население острова не оказало испанцам сопротивления. Однако обещание было нарушено и большинство бимбаче продано в рабство, после чего обезлюдевший остров был заселен испанскими и французскими поселенцами.
В 2000 году ЮНЕСКО занес остров в «Заповедники биосферы».

## Экономика и транспорт
- На острове имеется 8 дизель-генераторов общей мощностью 10015 кВт, три опреснительных установки.
- С 2004 года на острове велось строительство ветрогидравлической электростанции Gorona del viento, которая была сдана в эксплуатацию 27 июня 2015 года. Электростанция включает в себя пять ветрогенераторов (высота башни 64 м, диаметр винта 68 м) и систему искусственных водоёмов — верхнее водохранилище, оборудованное в кратере потухшего вулкана, и нижнее, образованное возведением дамбы. При избытке электроэнергии вода перекачивается в верхнее водохранилище, а в пиковые нагрузки она перетекает в нижнее, вращая турбину. Общая стоимость проекта составила 82 миллиона евро[2][3].

## Нулевой меридиан
Остров использовался многими европейскими картографами вплоть до XX века как точка отсчёта при определении географической долготы (Меридиан Ферро). В 1634 году во Франции долгота острова Ферро (как считалось тогда — самой западной точки Старого света) была принята как определение нулевого меридиана.

## События
11 октября 2011 года на Канарских островах начата эвакуация 547 жителей местечка Ла Рестинга из-за произошедшего неподалёку извержения подводного вулкана и возможного пробуждения вулкана.